# Johannes Baptista von Albertini
Johannes Baptista von Albertini, de asemenea Johann Baptist Albertini, (n. 17 februarie 1769, Neuwied, Renania-Palatinat, Germania – d. 6 decembrie 1831, Berthelsdorf, Saxonia, Germania) a fost un teolog și episcop al Fraților Moravi precum un poet renumit în special de cântece religioase, botanist și micolog german de origine italiană. Abrevierea numelui său în cărți științifice este Alb..

## Familie
Familia „von Albertini” o veche familie nobilă originară din Bologna a venit din Veneția în Engadina la sfârșitul Evului Mediu, unde s-a stabilit în La Punt (Ponte) Cantonul Graubünden)  și a dobândit mari moșii. Părinții lui Johannes, căpitanul habsburgic Jakob Ulrich von Albertini (n. 1727) și Margaretha (1735-1787), fiica guvernatorului provincial Johann Heinrich von Planta von Wildenberg din Zernez, au căpătat probleme considerabile din cauza contactului lor cu Biserica Moravă. De aceea au emigrat din Elveția și s-au stabilit în Neuwied (azi Landul Renania-Palatinat în anul 1767, unde s-au asociat Fraților Moravi.
În 1796, Albertini s-a căsătorit cu baroneasa Louise Friederike von Rohwedel-
Gnadenfrey. După cum a recunoscut Albertini însuși, căsătoria a fost foarte fericită, în ciuda faptului că soții nu au avut copii.

## Biografie

### Teologul
Din 1782, Albertini a fost elev la Pädagogium (un fel de liceu) în Niesky. După ce s-a interesat inițial de limbile orientale, matematică și botanică, s-a orientat apoi către teologie.
A devenit apoi seminarist în Seminarul Teologic din Barby. Acolo s-a împrietenit cu ulterior marele filosof german Friedrich Schleiermacher, a căror relație a continuat netulburată până la sfârșitul vieții lor, oricât de diferite au fost căile lor în viață după aceea și în măsura în care s-au deosebit între ei în concepțiile lor teologice. 
După absolvirea studiilor, a căpătat posturi de predare mai întâi la Pädagogium în Niesky (1788) și Barby (1789) apoi, din 1796, a fost angajat în funcție de profesor la „Seminarul Teologic” din Niesky. Acolo l-a introdus pe tânărul Lewis David de Schweinitz și în studiile de botanică și micologie.
În 1804 a devenit predicator la Niesky și consacrat acolo ca prezbiter (1810), iar În ziua de 24 august 1814 a fost hirotonit în Herrnhut Saxonia) drept episcop al Bisericii Fraților Moravi. În 1818 s-a angajat în plus ca predicator la Ober-Peilau. În sfârșit a fost ales membru al „Conferinței Bătrânilor Unității” din Berthelsdorf (1821) și în 1824 președinte până la moartea sa.
Albertini a fost considerat un predicator important. Multe dintre predicile sale au apărut tipărite. A scris un număr mare de poezii și cântece religioase (peste 400), fiind unul dintre cei mai importanți poeți de cântece ai vremii sale alături de Novalis Friedrich Ludwig von Hardenberg.

### Omul de știință
Pe lângă ocupația sa teologică la Niesky, de asemenea, îi plăcea să se ocupe de botanică și micologie. În calitate de membru al Societății Științifice a Sileziei Luzaciane din Görlitz, a contribuit cu mai multe articole în revista instituției. Cercetările și descoperirile sale au fost, de asemenea, incluse în directorul sistematic al plantelor care cresc sălbatice în Silezia Luzaciană al botanistului Carl Christian Oettel (1742-1819), Görlitz 1799 și în Flora der Oberlausitz a lui Friedrich Wilhelm Kölbing (1774-1840), Görlitz 1818.
În 1805, a publicat opera sa majoră, anume Conspectus fungorum in Lusatiae Superioris agro Niskiensi crescentium, e methodo Persooniana („Observarea ciupercilor din Silezia Luzaciană care cresc pe câmpurile din jurul lui Niesky, după metoda lui Persoon”) în colaborare cu fostul său elev Lewis David de Schweinitz. Această lucrare vastă conține 1130 de specii cu ilustrații pictate de Schweinitz, dintre care 127 pe atunci noi.
După aceea s-a dedicat mai mult cultului său religios. Între 1824, 1826 și 1828 a mai scris despre ferigi sălbatice, orhidee și Asperifoliaceae (specii cu frunze aspre) descoperite în părțile învecinate ale Sileziei și Boemiei, pe care le-a publicat în jurnalul Neues Lausitzer Magazin din Görlitz.
În toamnă târzie al anului 1831 s-a îmbolnăvit grav, dar a fost conștient până în ultimul moment al vieții sale. Murind, și-a luat rămas bun din inimă de la colegii săi și a primit binecuvântările lor.
Referințe pentru biografie:

## Galerie de imagini 1

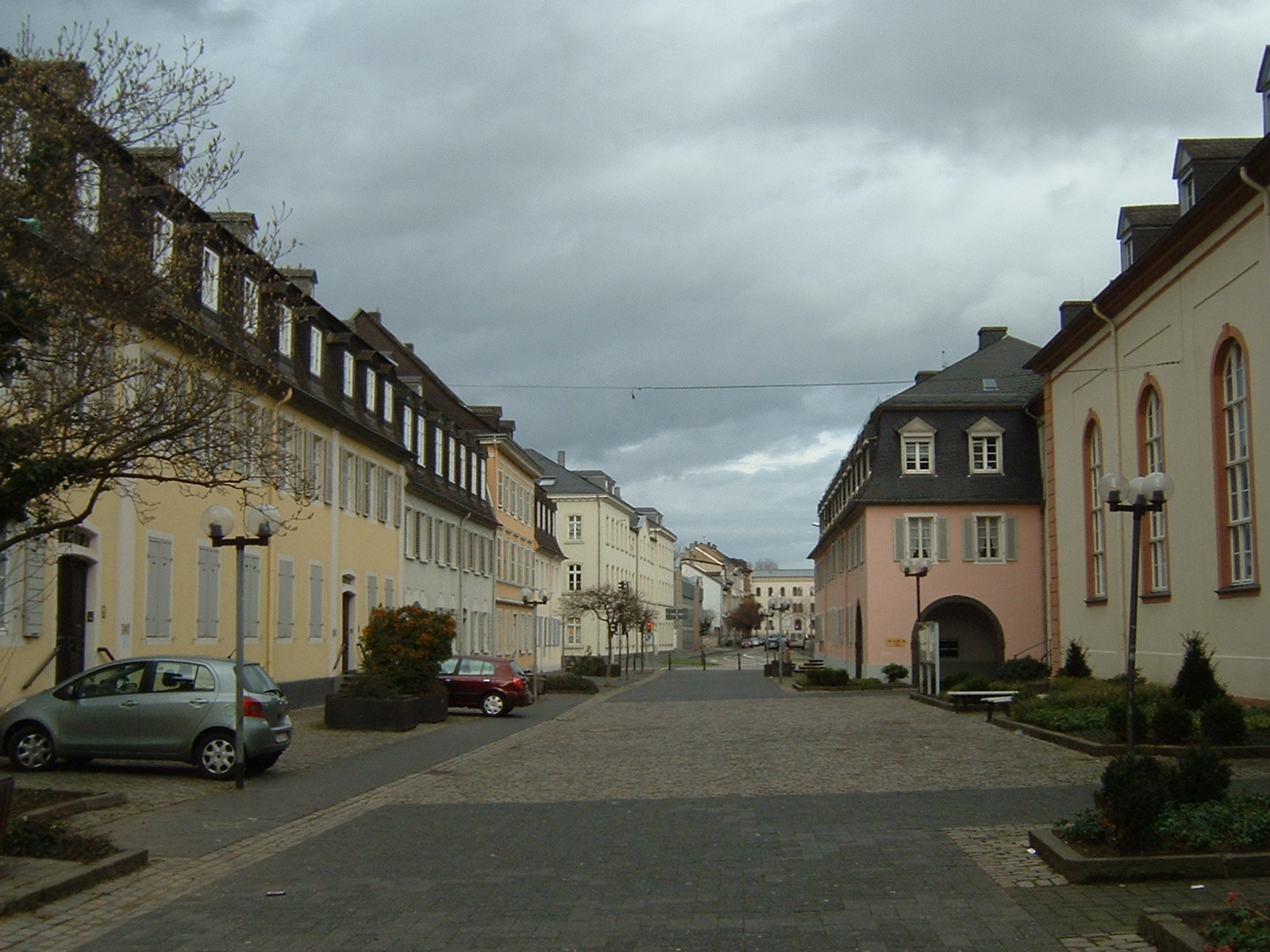
Neuwied, în cartierul Herrnhut
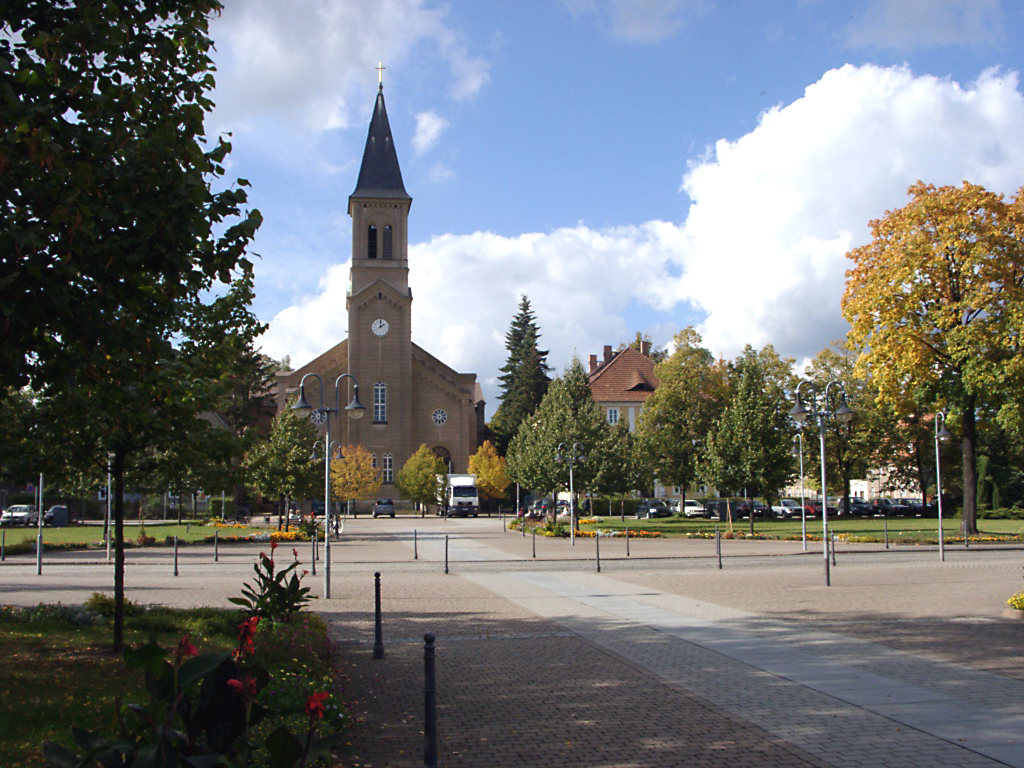
Niesky: biserica Fraților Moravi
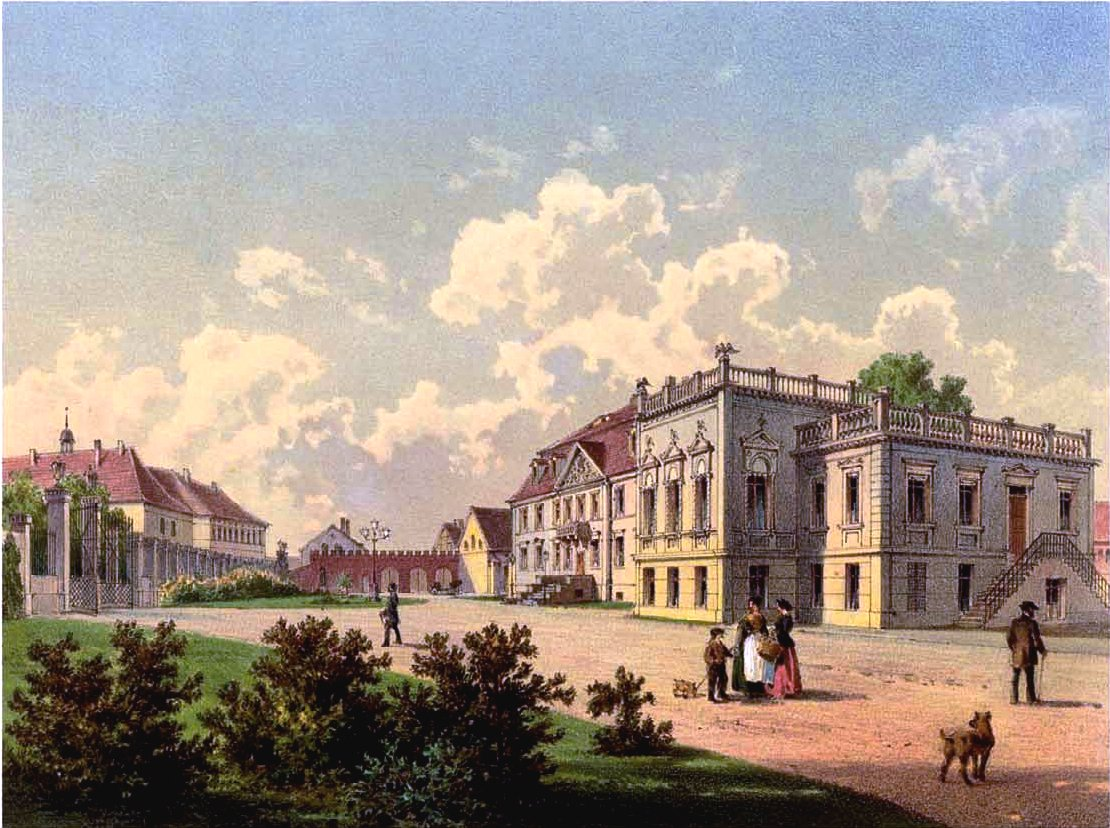
Barby în secolul al XIX-lea
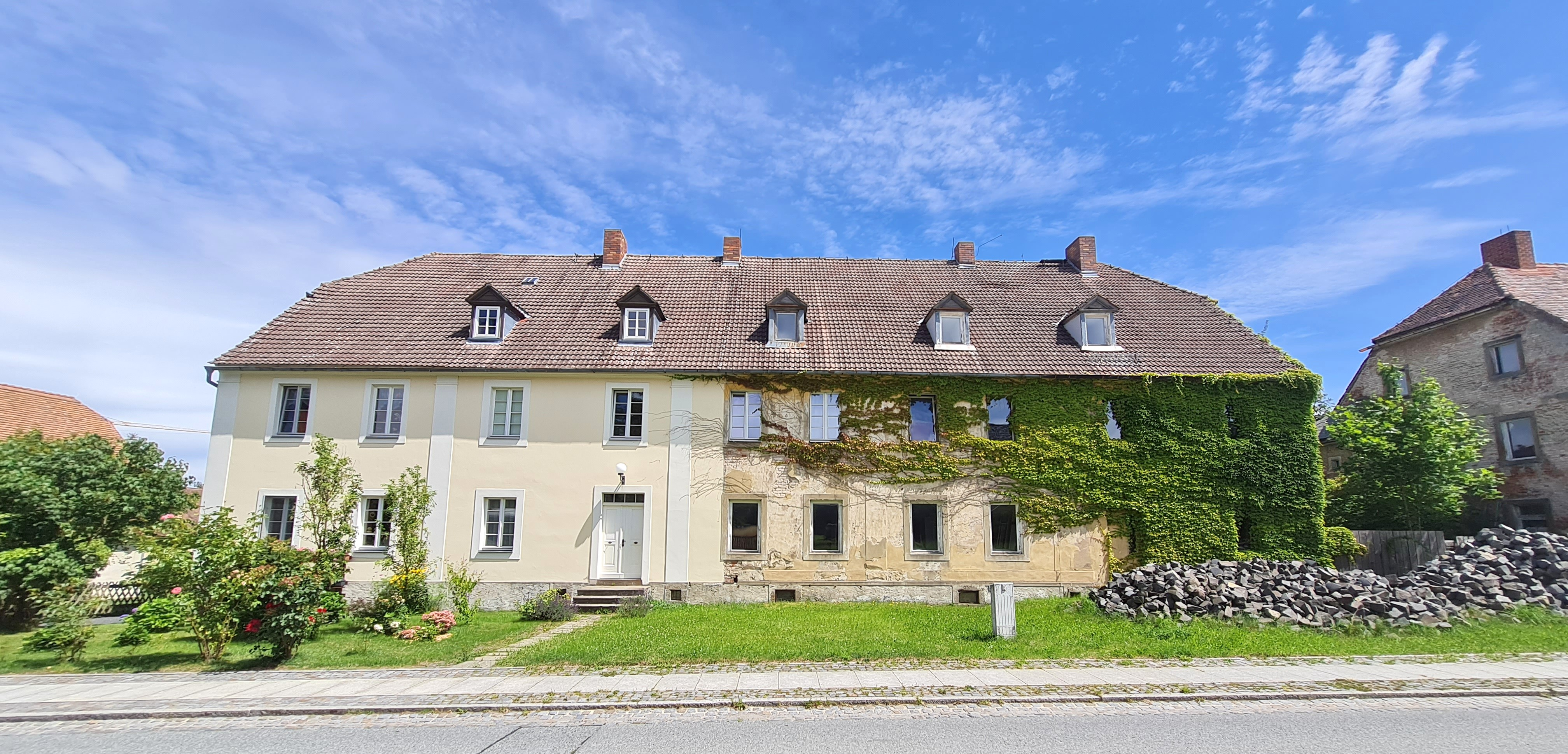
Berthelsdorf: Casa Bătrânilor Unității

## Taxoni denumiți în onoarea lui Albertini (selecție)
| - Albertinia, gen, Spreng., 1820 (Asteraceae) cu 11 specii - Albertinia brasiliensis Spreng., 1820 (Asteraceae) tip de specie - Albertinia pincushion, azi Leucospermum muirii Phillips, 1931 (Proteaceae) - Albertiniella, gen, Kirschst., 1936 (Cephalothecaceae) - Albertiniella polyporicola (Jacz.) Malloch & Cain, 1972 (Cephalothecaceae) - Albertiniella reticulata Kirschst., 1936 (Cephalothecaceae) | - Agaricus albertinii Fr. 1821, azi Pleurotus dryinus Pers., 1801 ex Fr., 1821) P.Kumm. (1871), (Pleurotaceae) - Coprinus albertinii P.Karst., 1879 (Agaricaceae) - Nectria albertinii Berk. & Broome 1854, azi Hypomyces rosellus Tul. & C.Tul., 1860 (Hypocreaceae) - Polyporus albertinii Lloyd, 1912, azi Inonotus albertinii, Buchanan & Ryvarden, 1988 (Hymenochaetaceae) - Uredo albertiniana Spreng., 1827; o amorfă a (Pucciniales) |

## Specii descrise de Albertini (selecție)
| - Agaricus bulliardii var. squamulosus (Alb. & Schwein. (1805) - Albatrellus confluens (Alb. & Schwein., 1805) Kotl. & Pouzar (1957) - Amanita porphyria Alb. & Schwein. (1805) - Anthracobia melaloma (Alb. & Schwein., 1805) Boud. (1893) - Cyphella digitalis Alb. & Schwein. (1822) - Cystodermella cinnabarina (Alb. & Schwein., 1805) Harmaja (2002) - Exidia saccharina (Alb. & Schwein., 1805) Schwein. (1822) - Faerberia carbonaria (Alb. & Schwein., 1805) Pouzar (1981) | - Geopyxis carbonaria (Alb. & Schwein., 1805) Sacc. (1889) - Hygrophorus camarophyllus (Alb. & Schwein., 1805) Dumée, Grandjean & Maire (1912) - Mucronella calva (Alb. & Schwein., 1805) Fr. (1874) - Mycena sanguinolenta (Alb. & Schwein., 1805) P.Kumm. (1871) - Myrothecium verrucaria (Alb. & Schwein., 1805) Ditmar (1813) - Phlebia subochracea (Alb. & Schwein., 1805) J.Erikss. & Ryvarden (1976) - Pisolithus, gen, Alb. & Schwein., 1805 (Sclerodermataceae) - Rhodocollybia maculata ((Alb. & Schwein., 1805) Singer (1939) - Ripartites tricholoma (Alb. & Schwein., 1805) P.Karst. (1879) |

## Galerie de imagini 2

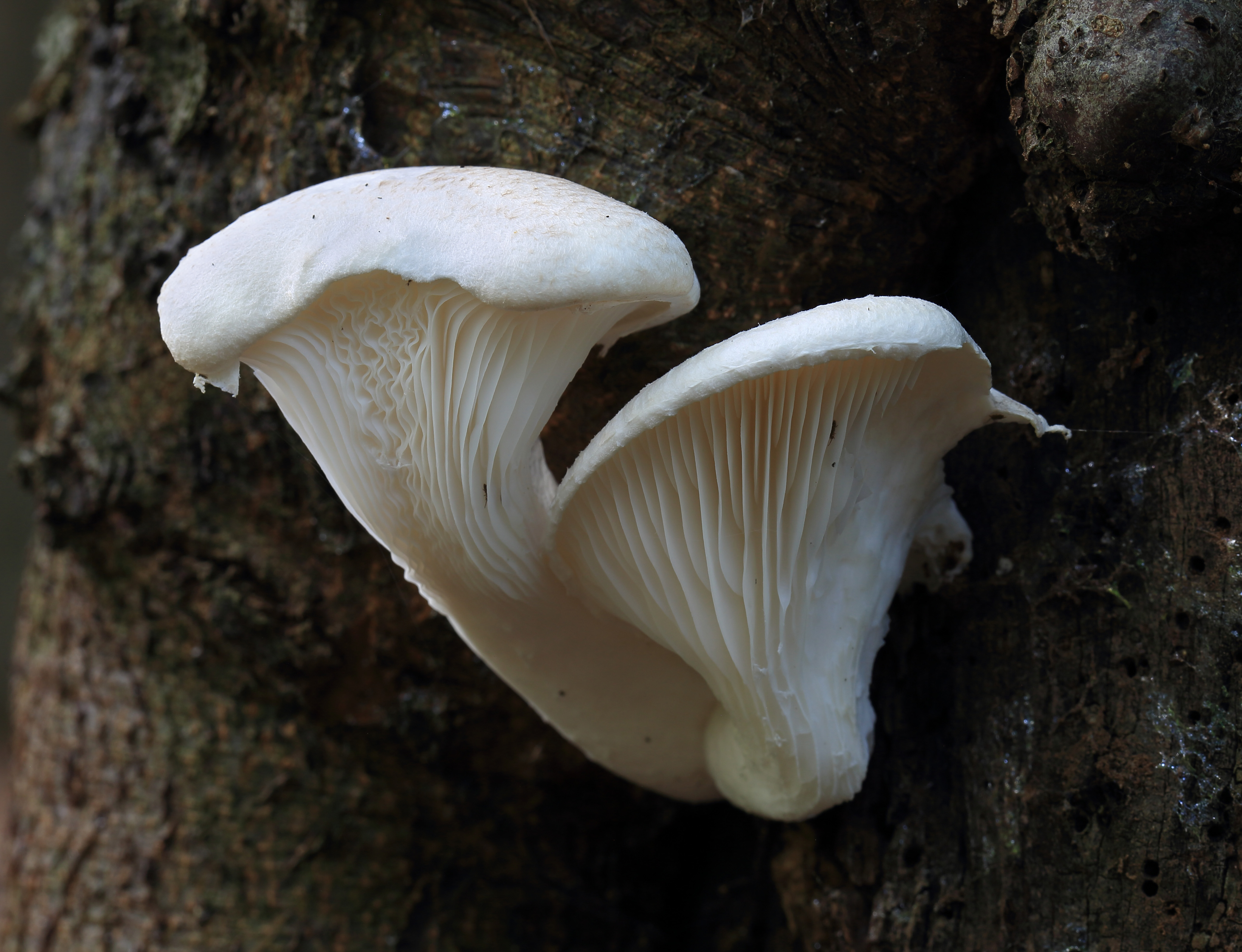
Agaricus albertinii Fr.
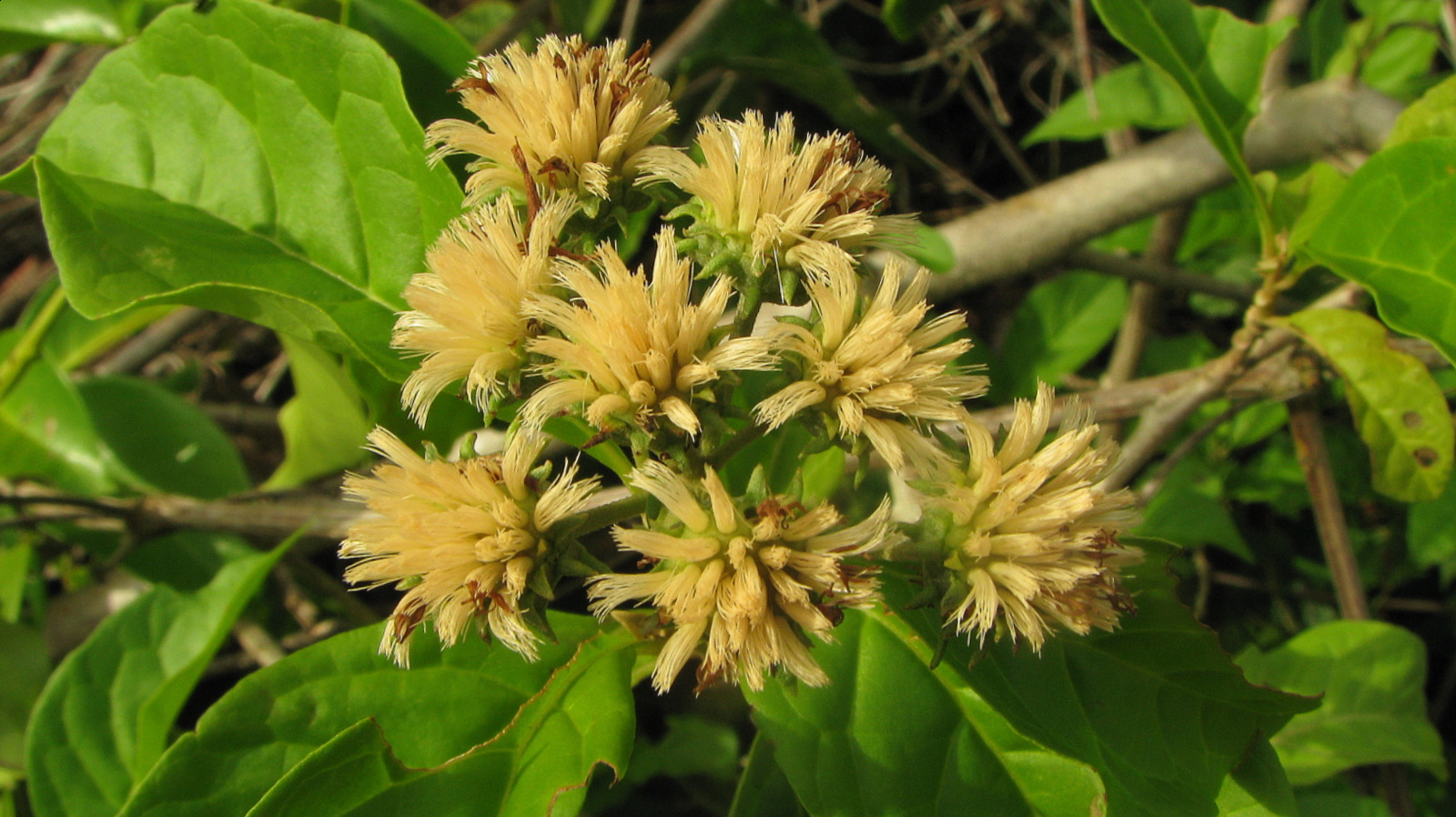
Albertinia brasiliensis
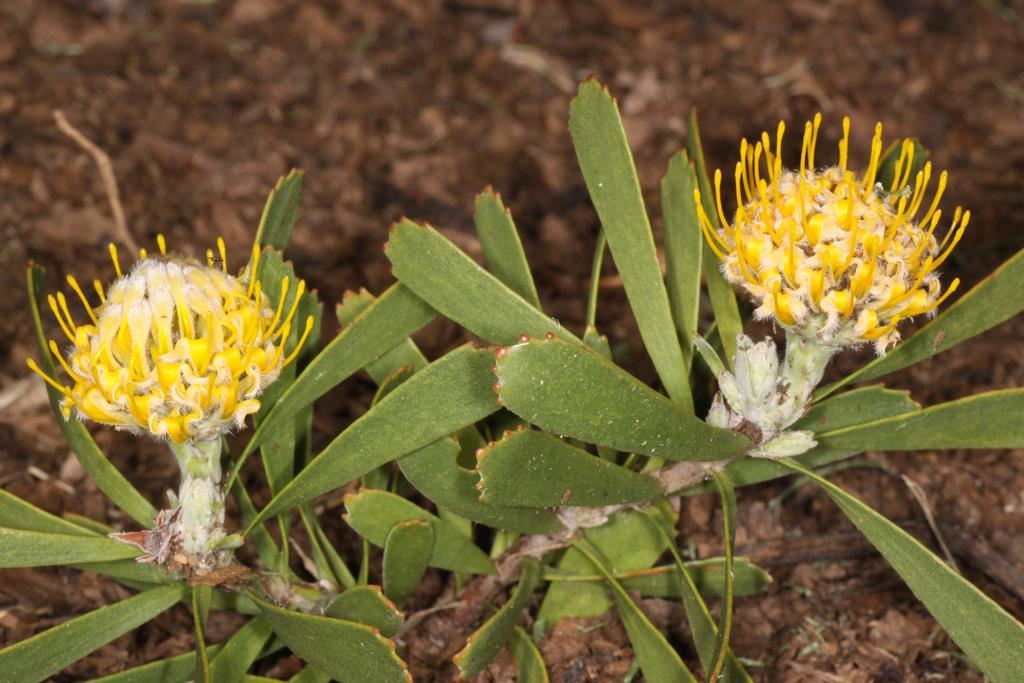
Albertinia pincushion
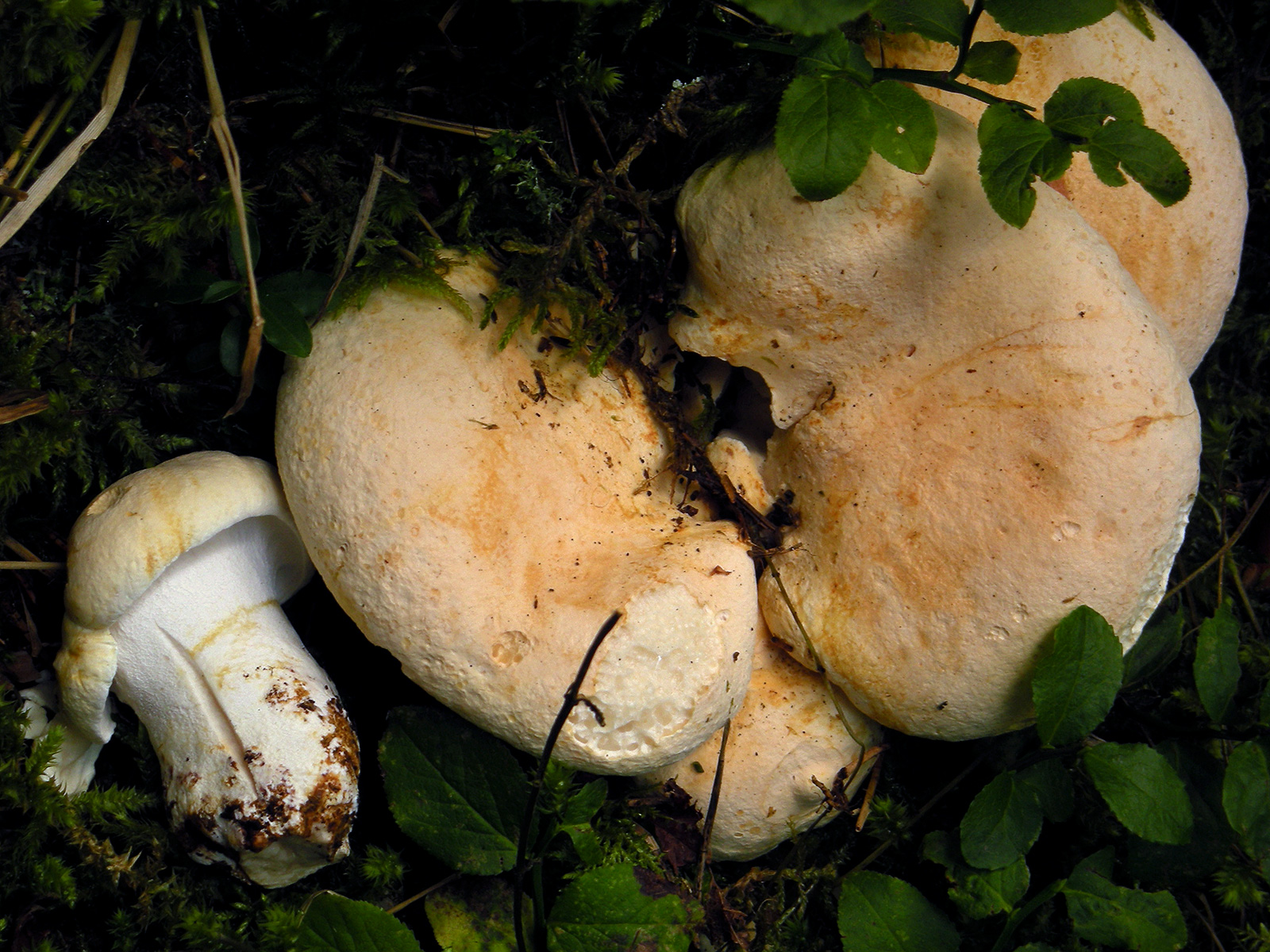
Albatrellus-confluens
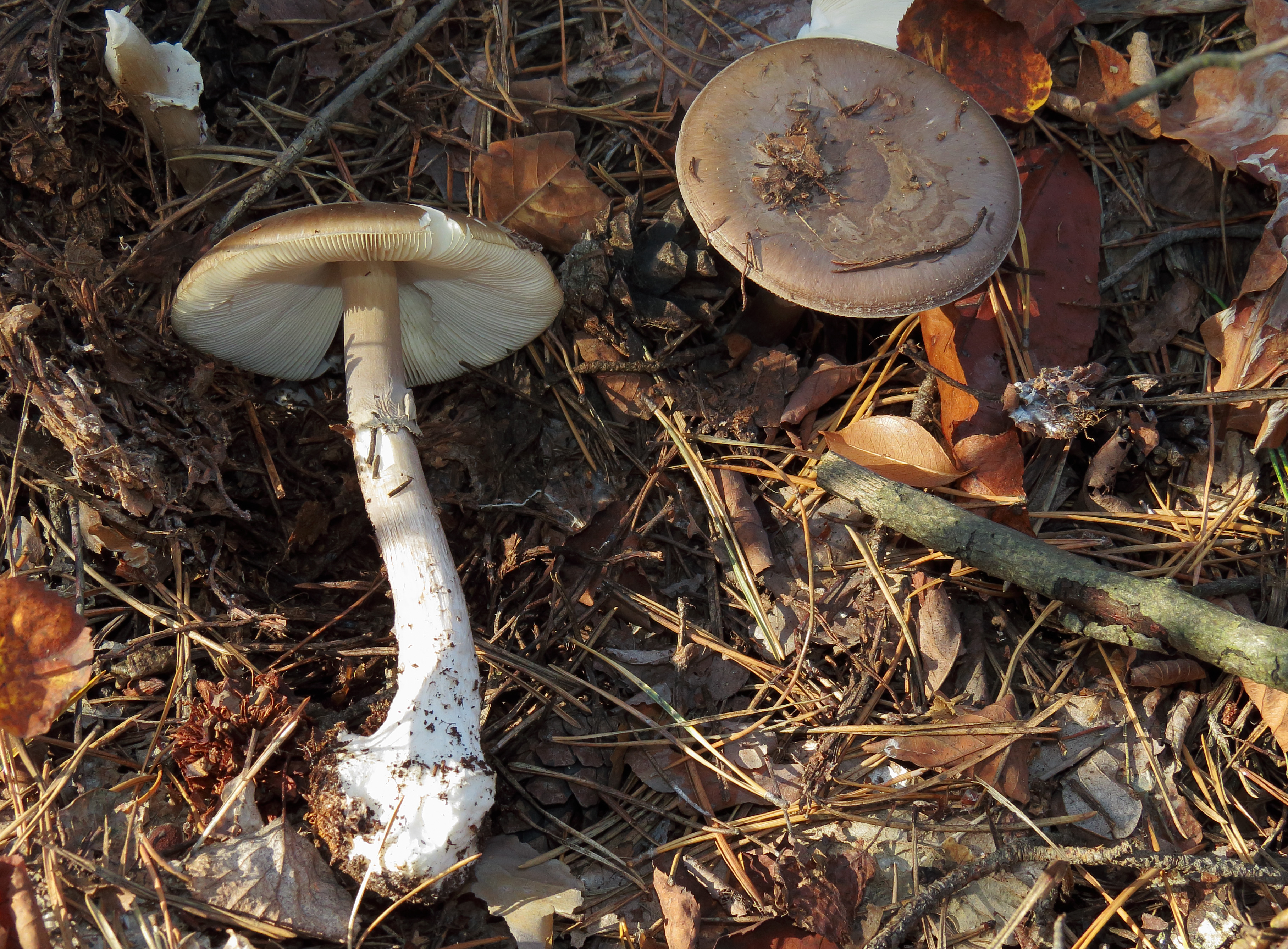
Amanita porphyria
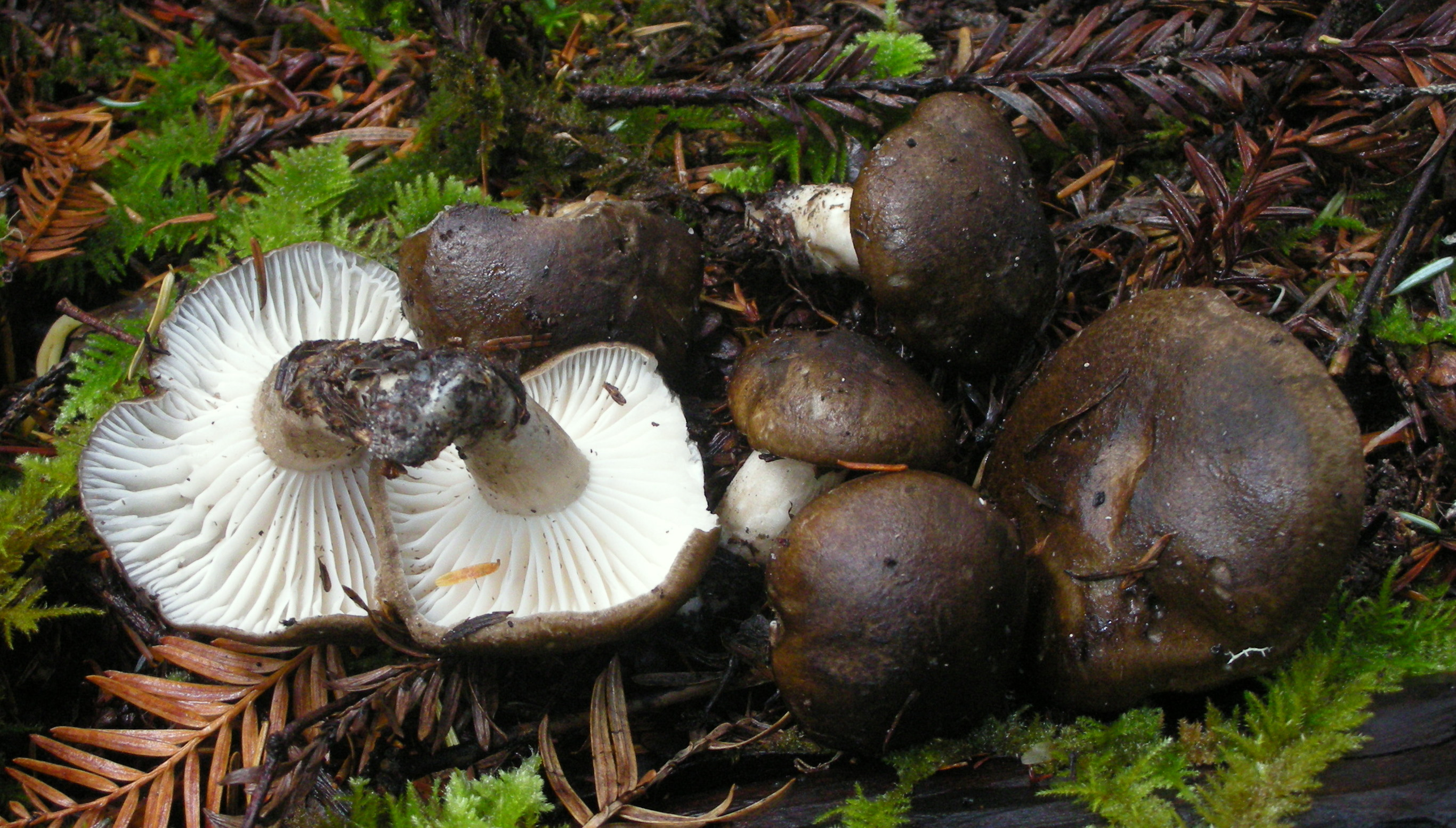
Hygrophorus camarophyllus

## Publicații (selecție)

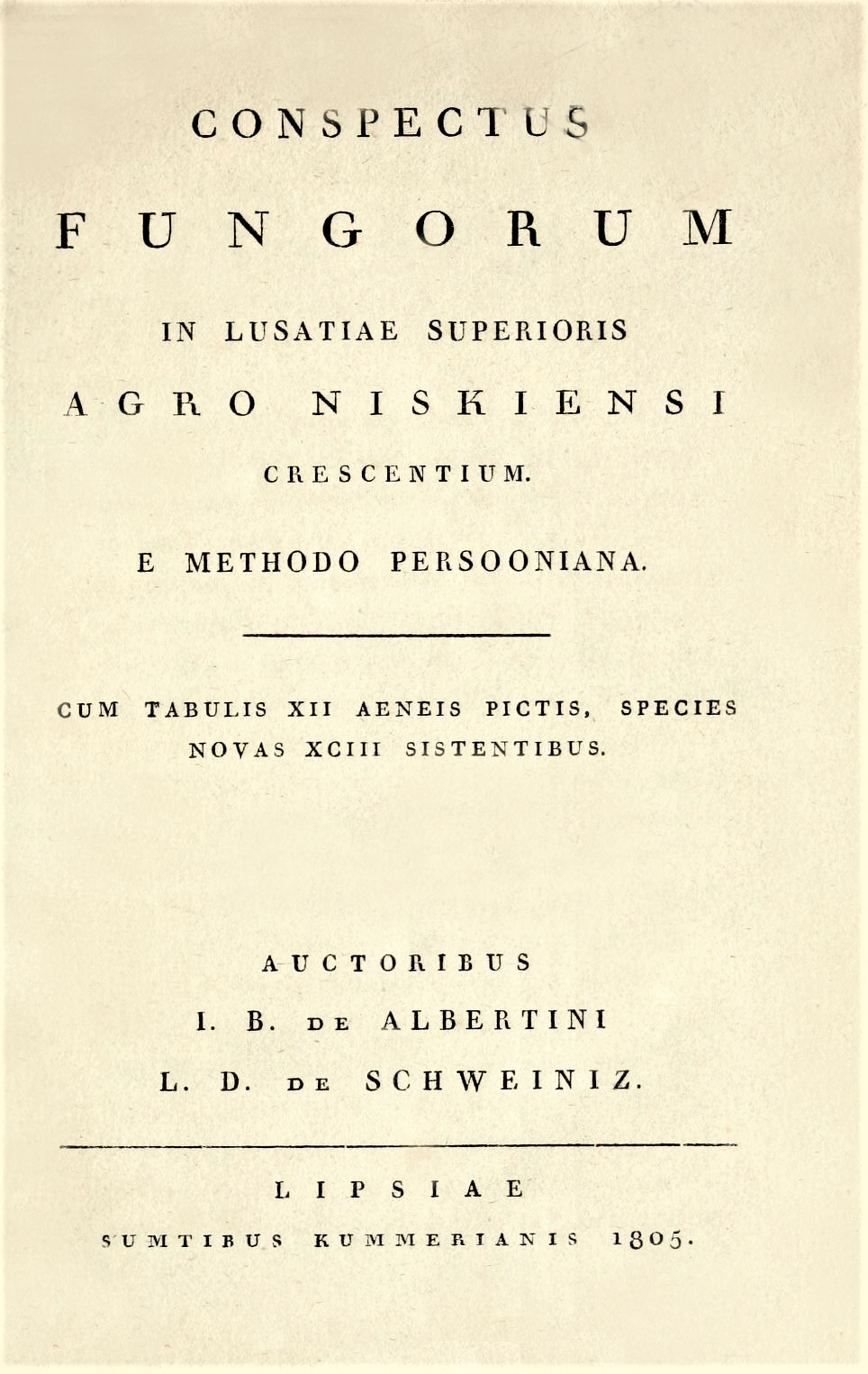
Alb. & Schwein. - Conspectus Fungorum

- Flora Nieskiensis. Columnas insitra. Flora lusatiae Superioris eiusque confinum Silesiae, Bohemiae, Saxoniae, Lusatiae inferioris regionum. Columna dendra, Ordine alphabetico, manuscript 1798, în arhiva Fraților Moravi din Herrnhut[15]
- Fasciculi observationum mixtarum et Flores nostras Niskiensem & Lusatam, Ordine alphabetico, manuscript 1798, în arhiva Fraților Moravi din Herrnhut[15]
- Conspectus Fungorum in Lusatiæ superioris agro Nieskiensi crescentium e methodo Persooniana. Cum tabulis XII, æneis pictis, species nova XCIII sistendibus, Editura Sumtibus Kummerianis, Leipzig 1805, împreună cu Lewis David de Schweinitz
- Geistliche Lieder - Für Mitglieder und Freunde der Brüdergemeine, Editura Königl. Waisen- u. Schulanstalts-Buchdruckerei, Bunzlau 1821
- Verzeichniss der in der Oberlausitz und den angrenzenden Theilen Schlesiens und Böhmens wildwachsenden Farrenkräuter, Orchideen, und Asperifoliaceen, vol. 1, în: Neues Lausitzer Magazin, Görlitz 1824, vol. 3, p. 62-74
- Dreissig Predigten: für Mitglieder und Freunde der Brüdergemeinde, 1825
- Verzeichniss der in der Oberlausitz und den angrenzenden Theilen Schlesiens und Böhmens wildwachsenden Farrenkräuter, Orchideen, und Asperifoliaceen, vol. 2, în: Neues Lausitzer Magazin, Görlitz 1826, vol. 5, p. 509-515
- Über die in der Oberlausitz wildwachsenden Pflanzen aus der Familie der Asperifolien, în: Neues Lausitzer Magazin, Görlitz 1828, vol. 7, p. 356-360
- Sechs und dreißig Reden, an die Gemeinde in Herrnhut in den Jahren von 1818 bis 1824 gehalten von Joh. Baptist v. Albertini, Bischof der evangelischen Brüderkirche, colecția primă, Editura Hans Franz Burkhard, Gnadau 1832
- Sechs und dreißig Reden, an die Gemeinde in Herrnhut in den Jahren von 1825 bis 1831 gehalten von Joh. Baptist v. Albertini, Bischof der evangelischen Brüderkirche, colecția a 2-a, Editura Hans Franz Burkhard, Gnadau 1833
- Geistliche Lieder - Für Mitglieder und Freunde der Brüdergemeine, Editura Appun's Buchhandlung, Bunzlau 1835